# Steremnia misella
Steremnia misella är en fjärilsart som beskrevs av Otto Thieme 1905. Steremnia misella ingår i släktet Steremnia och familjen praktfjärilar. Inga underarter finns listade i Catalogue of Life.